# Cloud2Ground
Cloud2Ground (ou cloud2ground) foi um duo estadunidense de electronic dance music cristã formado por Jeremy Dawson e Chad Petree. Ambos cresceram em Shawnee, Oklahoma, e se encontraram na adolescência. Eles tocaram juntos em várias bandas antes de se separarem para seguirem outros projetos. Jeremy iniciou o Cloud2Ground como um projeto solo e lançou sua primeira demo em 1996. Em 1997, ele assinou um contrato com a N*Soul Records e lançou o álbum E-Majn no mesmo ano. Em 1998, ele se juntou a Chad, e em 1999 eles se mudaram para Los Angeles. Em 2000, lançaram um segundo álbum The Gate (Beautiful).
A música de Cloud2Ground englobava vários espectros da música dance, como epic trance, progressive house, drum and bass e trip hop.  Jeremy disse que seus grupos favoritos eram Enigma, Delirious? e Pink Floyd; ele também citou Jesus Jones, Lightning Seeds, The Cure, Nine Inch Nails e Vangelis como influências.  As crenças cristãs de Jeremy também desempenharam um papel fundamental na música do duo. As anotações do encarte da demo de 1996 diziam: "Toda a música foi criada sob influência de Jesus Cristo" e as anotações do E-Majn diziam: "Amor por meio da música, mor meio de Cristo eterno, não por meio de doutrina, legalismo ou fundamentalismos, religião e seus líderes, denominações, mentes fechadas, homofobia e o medo do desconhecido, nada mais existe exceto seu corpo, seu espírito, sua bíblia, e um Deus que te ama".  Equipamentos usados pela banda incluem o Access Virus B, o Nord Lead 2, o Roland XV-3080 e o Korg Trinity.
A dupla também foi conhecida como Slyder, sob o qual eles lançavam música mais pesada e próxima do techno. Outras alcunhas incluíam R.R.D.S. e Right Bros. Duas faixas do Slyder – "Neo (The One)" e "Score (Original Mix)" – e uma faixa do R.R.D.S. ("Innerbattle") foram usadas na trilha sonora do jogo de 2001 Grand Theft Auto III, mais precisamente na rádio Rise FM Em 2010, Jeremy e Chad eram membros da banda Shiny Toy Guns, que formaram em 2003.

## Lançamentos

### Como Cloud2Ground
- cloud2ground (1996)
- E-Majn (1997)
- The Gate (Beautiful) (2000)

### Como R.R.D.S.
- "Innerbattle" (2001)

### Como Slyder
- "Score" (2000)
- "Multiple Cats / Jetscream" (2001)
- "Neo (The One)" (2001)
- "What Happens" (2002)
- "The Valley of Sound" (prensagem teste, 2003)